# Le Fer à cheval (film, 1910)
Pour les articles homonymes, voir Le Fer à cheval.
Pour plus de détails, voir Fiche technique et Distribution.
Le Fer à cheval est un western camarguais français réalisé par Jean Durand et sorti en 1910.

## Fiche technique
- Réalisation : Jean Durand
- Société de production : Lux Compagnie Cinématographique de France
- Pays d'origine : France
- Format : Muet - Noir et blanc - 1,33:1 - 35 mm
- Genre :  western
- Durée : inconnue
- Année de sortie : France : 1910

## Distribution
- Joë Hamman
- Gaston Modot